# Campionato paulista di calcio
Il campionato paulista di calcio (port. Campeonato Paulista de Futebol), o Paulistão, è il campionato di calcio dello Stato di San Paolo, in Brasile.
Istituito nel 1902, nacque a seguito della formazione della Liga Paulista de Futebol ed ebbe tra i suoi massimi promotori Charles William Miller.
La Série A1 è formata da 16 squadre e si disputa da gennaio a maggio.
La rivalità fra le quattro squadre più prestigiose (Corinthians, Palmeiras, Santos e San Paolo) ha segnato la storia del campionato.
Il Paulistão fu fondato prima del Campionato Baiano e di quello Carioca; dal 2016 viene organizzato in parallelo alla Taça Paulista.

## Formula
Il campionato è tenuto annualmente dalla Federação Paulista de Futebol (FPF) ed è diviso in quattro categorie (Série A1, Série A2, Série A3 e Segunda Divisão).
La massima categoria si basa su un girone di sola andata, in cui le squadre meglio piazzate la stagione precedente godono del fattore campo: a questa regola sfuggono solo le gare fra San Paolo, Corinthians e Palmeiras, in cui ogni squadra gioca per sorteggio una gara in trasferta e una in casa.
Al termine della stagione, le ultime quattro classificate retrocedono in seconda categoria, le prime quattro vengono ammesse ai play-off per il titolo, mentre le prime quattro migliori squadre non di San Paolo si contendono la Coppa dell'Interno, trofeo riservato alle formazioni provinciali.
I playoff si svolgono in gara di andata e ritorno, in turni di semifinale e finale, con un tabellone determinato dall'ordine di classifica. Il vincitore della finale è il campione dello Stato di San Paolo. Se ai playoff si qualificasse una squadra non militante nel campionato brasiliano di calcio, verrebbe automaticamente iscritta a livello nazionale in Serie D.

## Stagione 2025
- Água Santa (Diadema)
- Botafogo-SP (Ribeirão Preto)
- Corinthians (San Paolo)
- Guarani (Campinas)
- Inter de Limeira (Limeira)
- Mirassol (Mirassol)
- Noroeste (Bauru)
- Grêmio Novorizontino (Novo Horizonte)
- Palmeiras (San Paolo)
- Ponte Preta (Campinas)
- Portuguesa (San Paolo)
- RB Bragantino (Bragança Paulista)
- Santos (Santos)
- San Paolo (San Paolo)
- São Bernardo (São Bernardo do Campo)
- Velo Clube (Rio Claro)

## Le squadre
Sono riportate le squadre partecipanti alle 124 edizioni del campionato paulista dal 1902 fino ad 2025 (in grassetto le squadre partecipanti del 2025):
- 111 volte:  Corinthians
- 110 volte:  Santos
- 108 volte:  Palmeiras
- 95 volte:  Portuguesa
- 94 volte:  San Paolo
- 72 volte:  Guarani
- 70 volte:  Juventus-SP
- 60 volte:  Ponte Preta
- 59 volte:  Botafogo-SP
- 47 volte:  Ferroviária
- 46 volte:  Ypiranga-SP
- 45 volte:  Portuguesa Santista
- 42 volte:  XV de Piracicaba,  América-SP
- 38 volte:  São Bento
- 35 volte:  Noroeste
- 30 volte:  Ituano,  Jabaquara
- 29 volte:  Mogi Mirim,  Inter de Limeira,  Internacional-SP,  Santo André
- 27 volte:  Paulistano,  Germânia
- 26 volte:  Comercial-SP,  RB Bragantino,  XV de Jaú
- 24 volte:  Paulista
- 22 volte:  A.A. Palmeiras,  Marília
- 20 volte:  São Bento (SP)
- 18 volte:  Rio Branco-SP,  União São João
- 16 volte:  Comercial Paulistano,  São Caetano
- 15 volte:  Mirassol,  Sírio
- 14 volte:  Taubaté
- 13 volte:  Linense
- 12 volte:  Mackenzie,  São José
- 11 volte:  Nacional-SP,  Novorizontino,  SPRAC,  Sao Paulo Athlétic
- 10 volte:  Oeste, Minas Gerais,  São Bernardo
- 9 volte:   Americano-SP,  Grêmio Novorizontino
- 8 volte:  União Barbarense,  Araçatuba
- 7 volte:  Catanduvense,  Santista
- 6 volte:  Água Santa,  Rio Claro,  Prudentina,  Luzitano-SP
- 5 volte:  Francana,  Red Bull Bragantino B,  Grêmio Barueri,  Guaratinguetá,  Matonense
- 4 volte:  Esportiva Guaratinguetá,  Antarctica,  São Bento (São Caetano do Sul),  Atlético Sorocaba,  Independência,  Audax,  Estudantes
- 3 volte:  Penapolense,  Sílex,  Campos Elyseos,  Olímpia,  Sãocarlense,  Sertãozinho,  Taquaritinga
- 2 volte:  Velo Clube,  Vicentino,  Maranhão-SP,  Auto Audax,  São Caetano EC,  Scottish Wanderers,  CAI Santos,  Humberto Primeiro,  Primeiro de Maio-SP,  CA Paulista,  Ordem e Progresso,  CE América,  Radium,  Capivariano,  União Lapa,  Saad S. Caetano
- 1 volta:  Tremembé,  Ítalo,  SPAlpargatas,  Corinthians de Santo André,  Barra Funda,  República,  Sant'Ana,  Albion,  Britannia,  Alumni,  Monte Azul,  Paysandu-SP,  Corinthians Presidente Prudente,  Jardim América,  Paulista São Carlo,  Mackenzie,  Bandeirante-SP,  Hydecroft,  Independente de Limeira,  Rio Preto,  Ruggerone

## Titoli per squadra
Le squadre contrassegnate da un asterisco (*) non sono più attive.
| Squadra             | Città              | Titoli | Edizione |
| ------------------- | ------------------ | ------ | --- |
| Corinthians         | San Paolo          | 31     | 1914, 1916, 1922, 1923, 1924, 1928, 1929, 1930, 1937, 1938, 1939, 1941, 1951, 1952, 1954, 1977, 1979, 1982, 1983, 1988, 1995, 1997, 1999, 2001, 2003, 2009, 2013, 2017, 2018, 2019, 2025 |
| Palmeiras           | San Paolo          | 26     | 1920, 1926, 1926 (extra), 1927, 1932, 1933, 1934, 1936, 1938 (extra), 1940, 1942, 1944, 1947, 1950, 1959, 1963, 1966, 1972, 1974, 1976, 1993, 1994, 1996, 2008, 2020, 2022, 2023, 2024   |
| Santos              | Santos             | 22     | 1935, 1955, 1956, 1958, 1960, 1961, 1962, 1964, 1965, 1967, 1968, 1969, 1973, 1978, 1984, 2006, 2007, 2010, 2011, 2012, 2015, 2016                                                       |
| San Paolo           | San Paolo          | 22     | 1931, 1943, 1945, 1946, 1948, 1949, 1953, 1957, 1970, 1971, 1975, 1980, 1981, 1985, 1987, 1989, 1991, 1992, 1998, 2000, 2005, 2021                                                       |
| Paulistano*         | San Paolo          | 11     | 1905, 1908, 1913, 1916, 1917, 1918, 1919, 1921, 1926, 1927, 1929 |
| São Paulo Athletic* | San Paolo          | 4      | 1902, 1903, 1904, 1911 |
| Portuguesa          | San Paolo          | 3      | 1935, 1936 (APEA), 1973 |
| AA das Palmeiras    | San Paolo          | 3      | 1909, 1910, 1915 (APEA) |
| Germânia*           | San Paolo          | 2      | 1906, 1915 (LPF) |
| Americano*          | Santos             | 2      | 1912, 1913 (LPF) |
| Internacional*      | San Paolo          | 2      | 1907, 1928 (LAF) |
| AA São Bento        | San Paolo          | 2      | 1914 (APEA), 1925 |
| Ituano              | Itu                | 2      | 2002, 2014 |
| São Caetano         | São Caetano do Sul | 1      | 2004 |
| Bragantino          | Bragança Paulista  | 1      | 1990 |
| Inter de Limeira    | Limeira            | 1      | 1986 |

## Titoli per città
| Città              | Titoli |
| ------------------ | ------ |
| San Paolo          | 107    |
| Santos             | 24     |
| Itu                | 2      |
| Limeira            | 1      |
| Bragança Paulista  | 1      |
| São Caetano do Sul | 1      |